# Ain’t Nobody (Loves Me Better)
Ain't Nobody (Loves Me Better) – singel niemieckiego DJ-a i producenta muzycznego Felixa Jaehna, będący remiksem zrealizowanej w 2013 r. przez brytyjską piosenkarkę Jasmine Thompson przeróbki utworu „Ain't Nobody” (wykonawcy pierwowzoru z 1983 r. to grupa Rufus i Chaka Khan).
Singel w Polsce uzyskał certyfikat czterokrotnie platynowej płyty.

## Lista utworów[2]

### Singel cyfrowy
Premiera: 24 kwietnia 2015 [Polydor / Island 00602547268792 (UMG) / EAN 0602547268792]
| 1. | „Ain't Nobody (Loves Me Better)” | 3:06  |
|    |                                  |       |
|    |                                  | 03:06 |
|    |                                  |       |

### Singel CD
Premiera: 20 kwietnia 2015 [Polydor / Island 473 553-0 (UMG) / EAN 0602547355300]
| 1. | Felix Jaehn feat. Jasmine Thompson – "Ain't Nobody (Loves Me Better)" | 4:01  |
|    |                                                                       |       |
| 2. | Felix Jaehn feat. Poppy Haddigan – "I Do"                             | 3:02  |
|    |                                                                       |       |
|    |                                                                       | 07:03 |
|    |                                                                       |       |